# جورج فاولر (سياسي أسترالي)
جورج فاولر (بالإنجليزية: George Fuller)‏ هو دبلوماسي وسياسي أسترالي، ولد في 22 يناير 1861 في أستراليا، وتوفي في 22 يوليو 1940 في نفس البلد. حزبياً، نشط في Nationalist Party (Australia) ‏.

## مناصب
- انتخب عضو الجمعية التشريعية نيو ساوث ويلز عن دائرة Electoral district of Wollondilly [الإنجليزية]‏ (16 سبتمبر 1915 – 7 فبراير 1928).
- انتخب Premier of New South Wales [الإنجليزية]‏ (13 أبريل 1922 – 17 يونيو 1925).
- انتخب عضو الجمعية التشريعية نيو ساوث ويلز عن دائرة Electoral district of Kiama [الإنجليزية]‏ (9 فبراير 1889 – 25 يونيو 1894).
- انتخب عضو مجلس النواب الأسترالي عن دائرة Division of Illawarra [الإنجليزية]‏ (29 مارس 1901 – 31 مايو 1913).
- انتخب Premier of New South Wales [الإنجليزية]‏ (20 ديسمبر 1921 – 20 ديسمبر 1921).